# Серветка

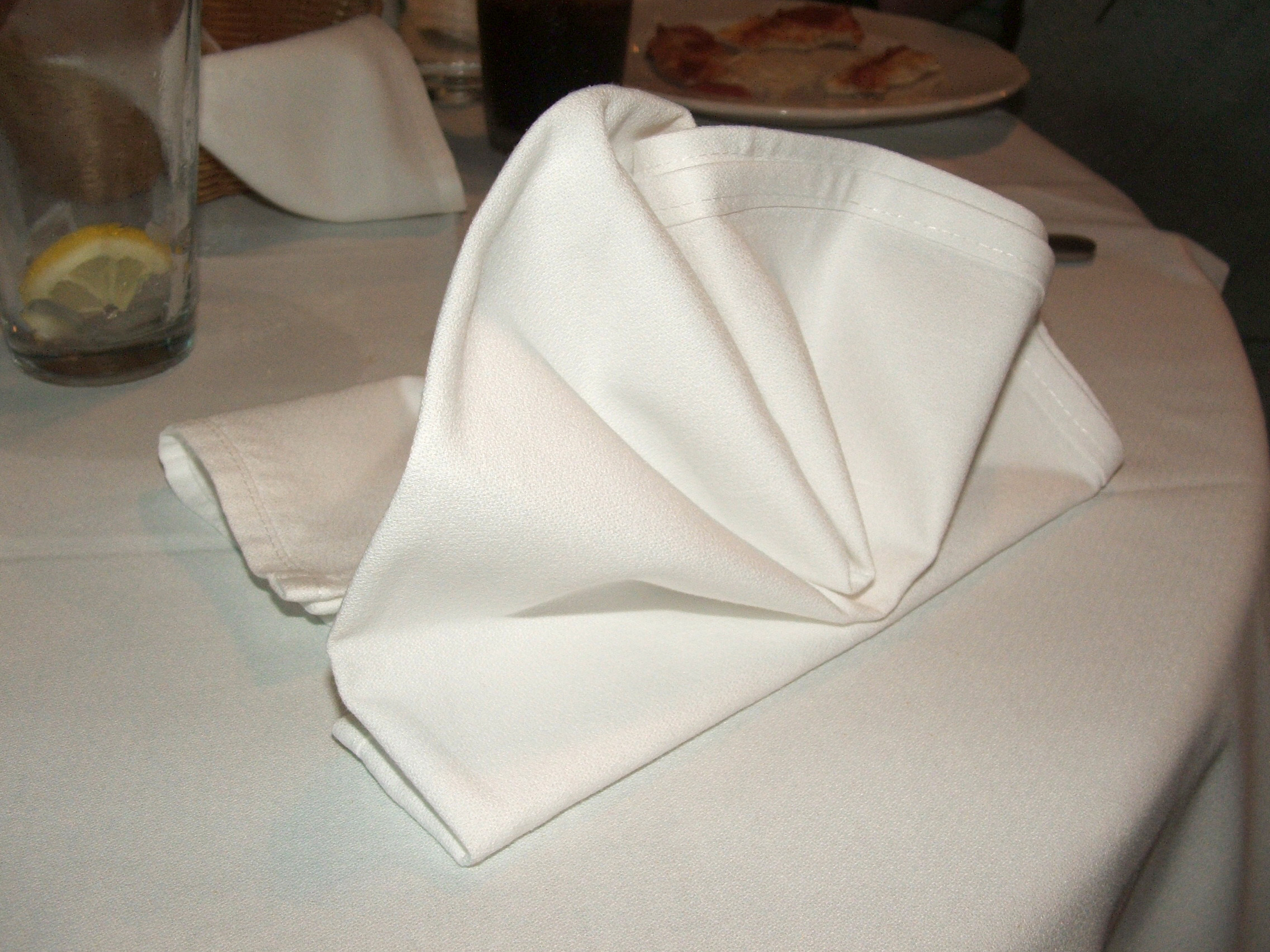
Згорнута серветка

Серве́тка (через пол. serwetka від фр. serviette, утвореного від servir — «прислужувати за столом»), рідше салфе́тка (через рос. салфетка і нім. Salvette від італ. salvietta — «рушник») — шматок тканини або нетканого матеріалу прямокутної (рідше іншої) форми, що застосовується для видалення різних речовин з поверхонь. Основною функцією серветки є поглинання бруду і вологи з метою забезпечити чистоту оброблюваної поверхні. Окрім того, серветкою називається невелика скатерка (для столика, тумбочки).
Використовується для очищення губ або рук під час їжі. Також служить для захисту одягу від бризок, якщо заправлена в комір або, більш елегантно, розстелена на коліна. Середній розмір 45x45 см. Традиційно білі і зроблені з тієї ж тканини, що і скатертина.
10 років тому такі серветки робили з целюлозного волокна. Але ці часи закінчилися. Синтетичні матеріали відрізняються якістю: довго зберігають вологість і просочення.

## Галерея

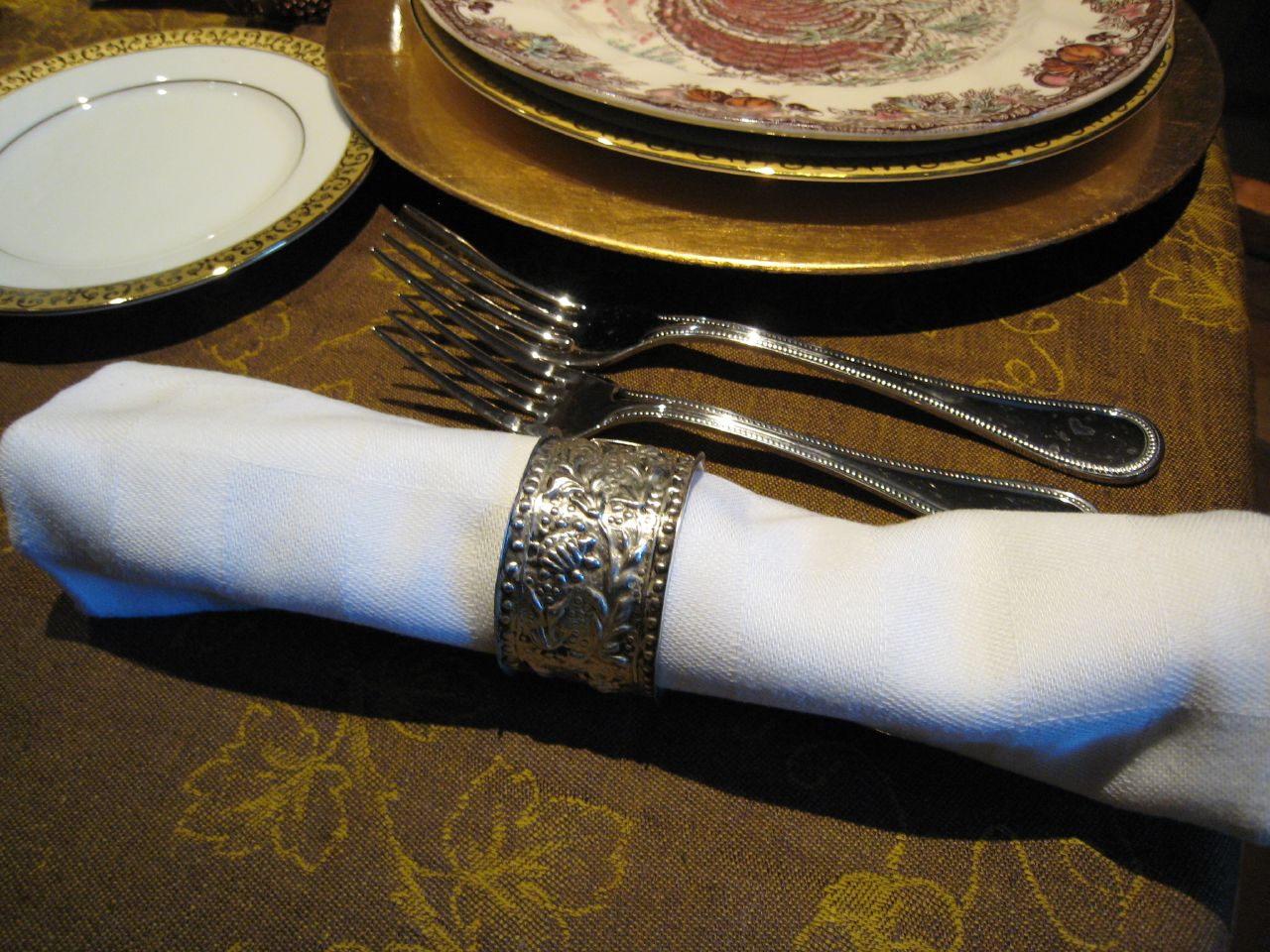
Серветка у срібному кільці
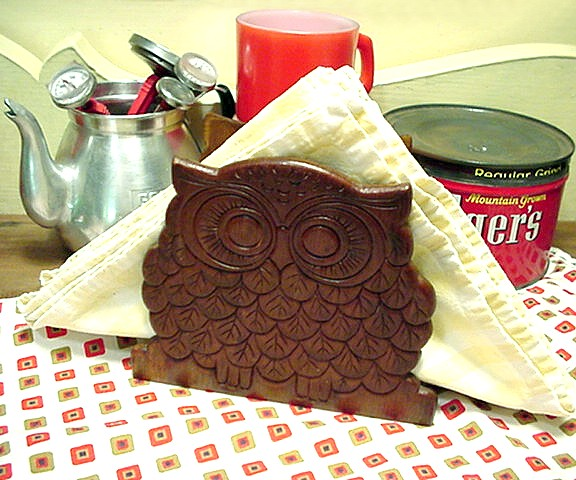
Паперові серветки у держаку з дерева
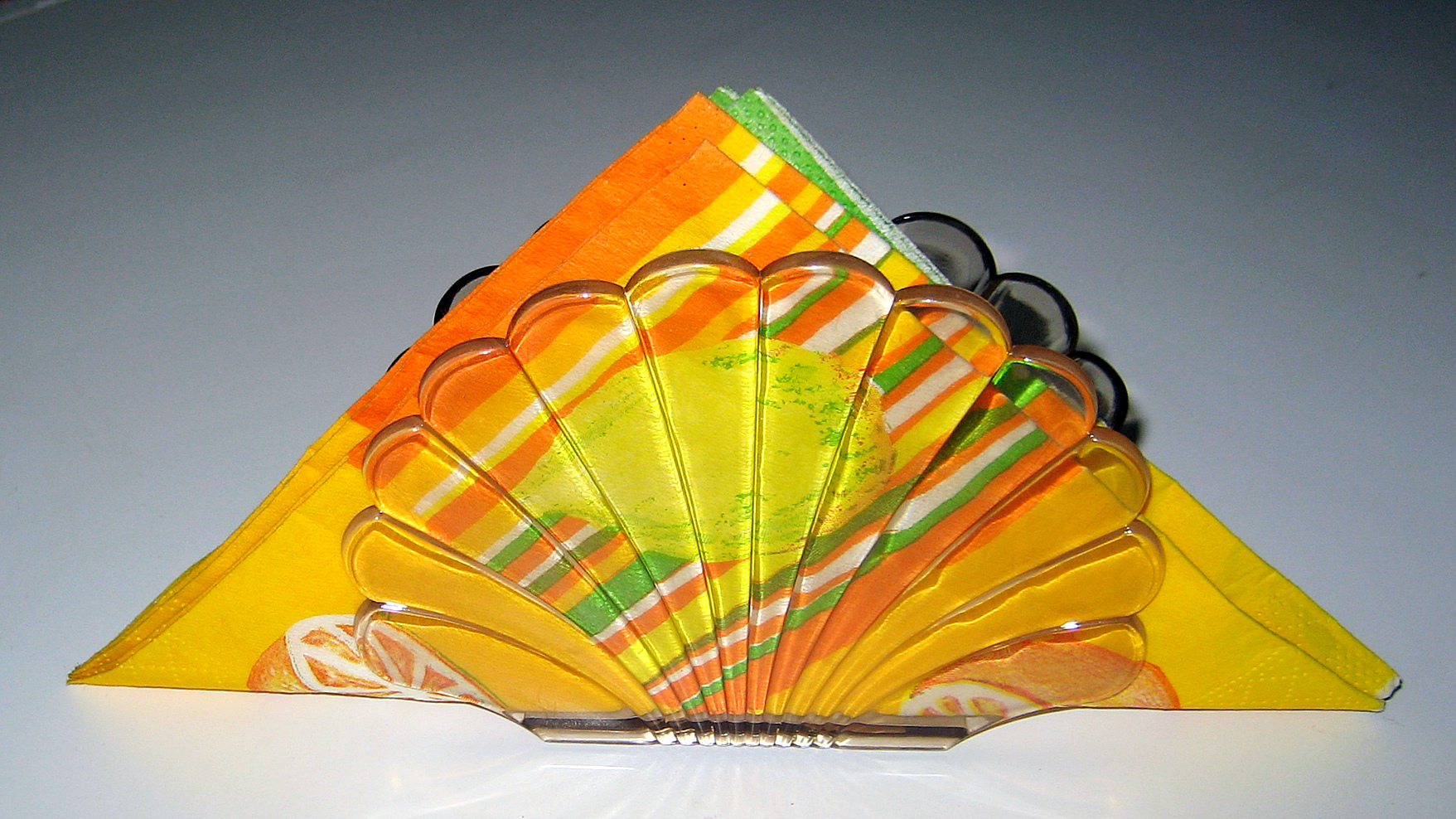